# Франк Сольфоросі
Франк Сольфоросі (фр. Franck Solforosi, нар. 10 вересня 1984, Ліон, Франція) — французький веслувальник, бронзовий призер Олімпійських ігор 2016 року, дворазовий чемпіон світу.

## Виступи на Олімпіадах
| Олімпіада           | Дисципліна           | Місце |
| ------------------- | -------------------- | ----- |
| Пекін 2008          | четвірка, легка вага | 4     |
| Лондон 2012         | четвірка, легка вага | 7     |
| Ріо-де-Жанейро 2016 | четвірка, легка вага | 3     |

## Зовнішні посилання
- Франк Сольфоросі — олімпійська статистика на сайті Sports-Reference.com (англ.) (архівна версія)

1. ↑  Franck Solforosi